# Neriungri
Neriungri (russo:  Нерюнгри; em iacuto: Нүөрүҥгүрүé, tr. Nüörüñgürü) é uma cidade da Rússia, localizada na Iacútia (República de Sakha).
A cidade possuia uma população superior a 65 000 habitantes em 2010.